# 詹姆斯·B·萨姆纳

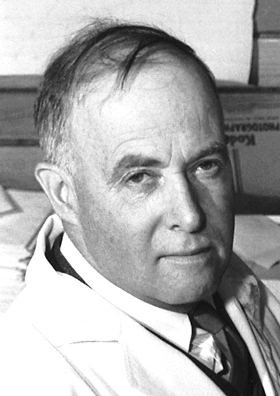
詹姆斯·巴彻勒·萨姆纳 (1946)

詹姆斯·巴彻勒·萨姆纳（英語：James Batcheller Sumner，1887年11月19日—1955年8月12日），美国化学家，1946年获诺贝尔化学奖。

## 生平
詹姆斯·巴切爾·薩姆納於1887年11月19日出生在馬薩諸塞州的坎頓，是查爾斯·薩姆納和伊麗莎白·蘭德·凱利的兒子。17歲時，薩姆納在打獵時被同伴意外擊中，使他的左臂在肘部以下被截肢。事故發生前他一直是左撇子，之後他不得不學習用右手做事。薩姆納於1910年在哈佛學院獲得學士學位.在他叔叔的棉織廠工作了一段時間後，他接受了艾利森山大學的教職。
此後，他在伍斯特理工學院擔任化學助理，但於1911年辭職以便在哈佛醫學院跟隨奧托·福林教授學習生物化學。盡管福林認為一個獨臂人不可能在化學領域取得成就, 從而建議他改修法律，薩姆納仍然堅持了下來並在1914年6月獲得了博士學位。之後他收到邀請擔任康奈爾醫學院的生物化學助理教授. 他一直擔任這一職務直到1929年被任命為生物化學的正式教授。

## 榮譽
- 1937年，古根海姆獎。[3]
- 1937年，謝勒獎(Scheele Award)[1]
- 1946年，諾貝爾化學獎[1]
- 1948年，美國國家科學院院士[4]
- 1949年，美國文理科學院院士[5]

1. 1 2 3 4 5  . NobelPrize.org.   [2022-10-11]. （原始内容存档于2020-11-20） （美国英语）.
2. ↑  Carey, Charles W. (2014-05-14). American Scientists. Infobase Publishing. pp. 354–355. ISBN 9781438108070
3. ↑  . John Simon Guggenheim Memorial Foundation.   [2022-10-11]. （原始内容存档于2016-06-10） （美国英语）.
4. ↑  . www.nasonline.org.   [2022-10-11]. （原始内容存档于2019-10-14）.
5. ↑  . American Academy of Arts & Sciences.   [2022-10-11]. （原始内容存档于2020-11-29） （英语）.